# Cantó de Vaugòrja

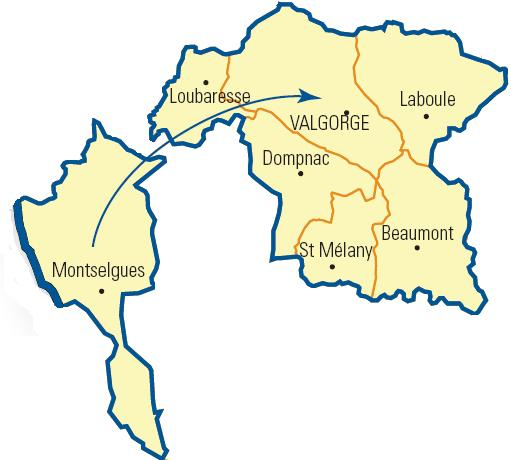
Comunes del cantó

El cantó de Vaugòrja és un cantó francès del departament de l'Ardecha, situat al districte de L'Argentièira. Té 7 municipis i el cap és Vaugòrja.

## Municipis
- Beaumont
- Dompnac
- La Bola
- Lobaressa
- Montselgas
- Sant Malani
- Vaugòrja

## Història
| Data d'elecció                           | Identitat     | Partit              | Qualitat |
| ---------------------------------------- | ------------- | ------------------- | -------- |
| 1955-1967                                | M. Gleize     | Divers droite       |          |
| 1967-1982                                | Jean Moulin   | CD, després UDF-CDS |          |
| 1982-1983                                | G. Brahic     | Divers droite       |          |
| 1983-1992                                | Gaston Lakaff | Divers droite       |          |
| 1992-                                    | Bernard Bonin | Divers gauche       |          |
| les dades anteriors no són pas conegudes |               |                     |          |
|                                          |               |                     |          |

| 1962 | 1968 | 1975 | 1982 | 1990 | 1999  | 2007  |
| ---- | ---- | ---- | ---- | ---- | ----- | ----- |
| 788  | 954  | 844  | 891  | 954  | 1.044 | 1.124 |